# Classici Greci e Latini (Oscar Mondadori)
I Classici Greci e Latini erano una sottocollana degli Oscar Mondadori. Dal 2015, in seguito alla riorganizzazione dei tascabili Mondadori, sono stati assorbiti negli Oscar Classici.

## Elenco dei titoli
| Numero | Titolo | Autore                          |
| ------ | --- | ------------------------------- |
| 1      | Germania, a cura di Elisabetta Risari                                                                          | Tacito                          |
| 2      | Eneide, a cura di Luca Canali, commento di Ettore Paratore adattato da Marco Beck, Introduzione di E. Paratore | Virgilio                        |
| 3      | Simposio. Apologia di Socrate. Critone. Fedone, a cura di Ezio Savino                                          | Platone                         |
| 4      | Le guerre in Gallia, a cura di Carlo Carena                                                                    | Cesare                          |
| 5      | Il sublime | Anonimo                         |
| 6      | Edipo re. Edipo a Colono. Antigone, a cura di Dario Del Corno, trad. di Raffaele Cantarella                    | Sofocle                         |
| 7      | Odissea, a cura di G. Aurelio Privitera, Introduzione di Alfred Heubeck                                        | Omero                           |
| 8      | Dafni e Cloe, a cura di Raffaele Di Virgilio                                                                   | Longo Sofista                   |
| 9      | Mostellaria. Persa, a cura di Maurizio Bettini                                                                 | Plauto                          |
| 10     | Aiace – Trachinie                                                                                              | Sofocle                         |
| 11     | Idilli. Epigrammi, a cura di Marina Cavalli                                                                    | Teocrito                        |
| 12     | Storia vera. Dialoghi dei morti                                                                                | Luciano                         |
| 13     | La Costituzione degli Ateniesi, a cura di Giuseppe Lozza                                                       | Aristotele                      |
| 14     | Favole | Fedro                           |
| 15     | Il miele di Afrodite. Tredici secoli di poesia d'amore in Grecia e in Roma, a cura di Marina Cavalli           | AA.VV.                          |
| 16     | Satiricon, trad. di Piero Chiara, Introduzione di Federico Roncoroni                                           | Petronio                        |
| 17     | La natura delle cose. De rerum natura, a cura di Guido Milanese, Introduzione di Emanuele Narducci             | Lucrezio                        |
| 18     | La guerra civile                                                                                               | Cesare                          |
| 19     | Commedie, a cura di Guido Paduano                                                                              | Menandro                        |
| 20     | La Repubblica                                                                                                  | Platone                         |
| 21     | Antologia Palatina, a cura di Salvatore Quasimodo                                                              | AA.VV.                          |
| 22     | La Letteratura della Grecia antica                                                                             | Kenneth James Dover             |
| 23     | Dialoghi, vol. I                                                                                               | Seneca                          |
| 24     | Le elegie | Tibullo                         |
| 25     | Poesie, a cura di Francesco Della Corte                                                                        | Catullo                         |
| 26     | Le Odi, vol. IV: Le Istmiche                                                                                   | Pindaro                         |
| 27     | Epigrammi | Callimaco                       |
| 28     | Epigrammi | Meleagro                        |
| 29     | La congiura di Catilina                                                                                        | Sallustio                       |
| 30     | De corona | Tertulliano                     |
| 31     | Ottavio | Minucio Felice                  |
| 32     | Lirici greci, vol. I: Poeti elegiaci, a cura di Marina Cavalli                                                 | AA.VV.                          |
| 33     | Georgiche, a cura di Alessandro Barchiesi, Introduzione di Gian Biagio Conte                                   | Virgilio                        |
| 34     | Metamorfosi (L'asino d'oro), a cura di Marina Cavalli                                                          | Apuleio                         |
| 35     | Teatro, vol. I                                                                                                 | Seneca                          |
| 36     | Dialoghi, vol. II                                                                                              | Seneca                          |
| 37     | Poema fisico e lustrale                                                                                        | Empedocle                       |
| 38     | Elegie | Properzio                       |
| 39     | Filippiche. Olintiache, a cura di Sergio Aprosio                                                               | Demostene                       |
| 40     | Medea. Ippolito                                                                                                | Euripide                        |
| 41     | Lirici greci, vol. II, a cura di Giulio Guidorizzi                                                             | Saffo, Alceo, Anacreonte, Ibico |
| 42     | Teatro', vol. II                                                                                               | Seneca                          |
| 43     | I frammenti e le testimonianze, a cura di Carlo Diano e Giuseppe Serra                                         | Eraclito                        |
| 44     | Le Catilinarie                                                                                                 | Cicerone                        |
| 45     | Pensieri | Marco Aurelio                   |
| 46     | Andria. Hecyra, a cura di Laura Pepe                                                                           | Terenzio                        |
| 47     | Satire | Giovenale                       |
| 48     | Gorgia, a cura di Paolo Scaglietti                                                                             | Platone                         |
| 49     | Lirici greci, vol. III: Poeti giambici, a cura di Antonio Aloni                                                | AA.VV.                          |
| 50     | Bucoliche | Virgilio                        |
| 51     | Protagora, a cura di M. Dorati                                                                                 | Platone                         |
| 52     | Amores, a cura di F. Varieschi                                                                                 | Ovidio                          |
| 53     | Lirici greci, vol. IV, a cura di Antonio Aloni                                                                 | Alcmane, Stesicoro, Simonide    |
| 54     | Contro Midia. Contro Conone                                                                                    | Demostene                       |
| 55     | Apologetico | Tertulliano                     |
| 56     | |                                 |
| 57     | Storia di Roma, vol. I: Libri I-III, a cura di Guido Vitali, Introduzione di Fernando Solinas                  | Tito Livio                      |
| 58     | Storia di Roma, vol. II: Libri IV-VI                                                                           | Tito Livio                      |
| 59     | |                                 |
| 60     | Heroides | Ovidio                          |
| 61     | Satire, a cura di M. Beck                                                                                      | Orazio                          |
| 62     | |                                 |
| 63     | Sulla magia | Apuleio                         |
| 64     | Caratteri, a cura di Massimo Vilardi                                                                           | Teofrasto                       |
| 65     | Storia di Roma, vol. III: Libri VII-VIII                                                                       | Tito Livio                      |
| 66     | Annali, vol. I: Libri I-VI                                                                                     | Tacito                          |
| 67     | Supplici. Prometeo incatenato                                                                                  | Eschilo                         |
| 68     | Contro Ctesifonte                                                                                              | Eschine                         |
| 69     | La guerra giugurtina                                                                                           | Sallustio                       |
| 70     | Anabasi | Senofonte                       |
| 71     | |                                 |
| 72     | Dei doveri, a cura di Dario Arfelli                                                                            | Cicerone                        |
| 73     | Dello Stato | Cicerone                        |
| 74     | Supplici. Elettra                                                                                              | Euripide                        |
| 75     | Inni omerici, a cura di Filippo Cassola                                                                        | Omero                           |
| 76     | Storia di Roma, vol. IV: Libri IX-X                                                                            | Tito Livio                      |
| 77     | Annali, vol. II: Libri XI-XVI, a cura di Lidia Pighetti                                                        | Tacito                          |
| 78     | Il sogno. Il gallo. L'asino                                                                                    | Luciano                         |
| 79     | Timeo | Platone                         |
| 80     | Troiane. Eracle                                                                                                | Euripide                        |
| 81     | Lettere morali a Lucilio, vol. I, a cura di Fernando Solinas, Prefazione di Carlo Carena                       | Seneca                          |
| 82     | Moralia. Consigli politici, a cura di Giuliano Pisani                                                          | Plutarco                        |
| 83     | Lettere morali a Lucilio, vol. II                                                                              | Seneca                          |
| 84     | Le storie di Mileto                                                                                            | a cura di Paola Ferrari         |
| 85     | Epigrammi, 2 voll., a cura di Simone Beta                                                                      | Marziale                        |
| 86     | Tristia | Ovidio                          |
| 87     | La vita dei Cesari                                                                                             | Svetonio                        |
| 88     | Agamennone - Coefore - Eumenidi                                                                                | Eschilo                         |
| 89     | La guerra civile (Farsaglia), vol. I: Libri I-V, a cura di Giovanni Viansino                                   | Lucano                          |
| 90     | La guerra civile (Farsaglia), vol. II: Libri VI-X, a cura di Giovanni Viansino                                 | Lucano                          |
| 91     | Alcesti. Gli Eraclidi                                                                                          | Euripide                        |
| 92     | De spectaculis. Ad martyras, a cura di Martino Menghi                                                          | Tertulliano                     |
| 93     | Le opere e i giorni. Lo scudo di Eracle                                                                        | Esiodo                          |
| 94     | Biblioteca. Il libro dei miti, a cura di Marina Cavalli                                                        | Apollodoro                      |
| 95     | Le Tusculane                                                                                                   | Cicerone                        |
| 96     | Favole, Introduzione di Antonio La Penna, a cura di Cecilia Benedetti                                          | Esopo                           |
| 97     | Bruto | Cicerone                        |
| 98     | Istituzione oratoria, vol. I: Libri I-II                                                                       | Quintiliano                     |
| 99     | Retorica, introduzione di Franco Montanari, a cura di Marco Dorati                                             | Aristotele                      |
| 100    | Sulla corona, a cura di Antonietta Porro                                                                       | Demostene                       |
| 101    | Fedro | Platone                         |
| 102    | Le Filippiche                                                                                                  | Cicerone                        |
| 103    | Elleniche | Senofonte                       |
| 104    | Sulle facoltà naturali                                                                                         | Galeno                          |
| 105    | L'arte di ascoltare                                                                                            | Plutarco                        |
| 106    | Sulla natura degli dei, a cura di Ubaldo Pizzani                                                               | Cicerone                        |
| 107    | Epistole | Orazio                          |
| 108    | Orazioni giudiziarie                                                                                           | Lisia                           |
| 109    | De senectute. De amicitia                                                                                      | Cicerone                        |
| 110    | Persiani. Sette contro Tebe                                                                                    | Eschilo                         |
| 111    | L'oratore | Cicerone                        |
| 112    | Ciclope. Reso                                                                                                  | Euripide                        |
| 113    | Istituzione oratoria, vol. II: Libri III-VI                                                                    | Quintiliano                     |
| 114    | Amphitruo - Mercator                                                                                           | Plauto                          |
| 115    | Storia di Roma, vol.: Libri XXI-XXII                                                                           | Tito Livio                      |
| 116    | Poetica, a cura di Franco Montanari, a cura di Andrea Barabino                                                 | Aristotele                      |
| 117    | La retorica a Gaio Erennio, a cura di Filippo Cancelli                                                         | Cicerone                        |
| 118    | Storia di Roma, vol.: Libri XXIII-XXV                                                                          | Tito Livio                      |
| 119    | Baccanti, a cura di Giorgio Ieranò                                                                             | Euripide                        |
| 120    | Le opere e le testimonianze, 2 voll., Introduzione di Walter Burkert, a cura di Maurizio Giangiulio            | Pitagora                        |
| 121    | Le guerre di Mitridate                                                                                         | Appiano                         |
| 122    | Miles gloriosus. Aulularia, Introduzione di Niall W. Slater, traduzione e note di Giovanna Faranda             | Plauto                          |
| 123    | Istituzione oratoria, vol. III: Libri VII-IX                                                                   | Quintiliano                     |
| 124    | L'agricoltura                                                                                                  | Catone il Censore               |
| 125    | Storie | Erodoto                         |
| 126    | L'arte della guerra, a cura di Luca Canali e Maria Pellegrini                                                  | Vegezio                         |
| 127    | Pseudolus. Trinummus                                                                                           | Plauto                          |
| 128    | Menaechmi. Rudens, Introduzione di Ettore Paratore, trad. e note di Giovanna Faranda                           | Plauto                          |
| 129    | La morte di Peregrino                                                                                          | Luciano                         |
| 130    | Le leggi | Cicerone                        |
| 131    | Storie, vol. I: Libri XIV-XVII                                                                                 | Ammiano Marcellino              |
| 132    | Ione | Euripide                        |
| 133    | Istituzione oratoria, vol. IV: Libri X-XII                                                                     | Quintiliano                     |
| 134    | Storie, vol. II: Libri XVIII-XXIV, a cura di Giovanni Viansino                                                 | Ammiano Marcellino              |
| 135    | Storie, vol. III: Libri XXV-XXXI                                                                               | Ammiano Marcellino              |
| 136    | Storia di Roma, vol.: Libri XXVI-XXVII                                                                         | Tito Livio                      |
| 137    | Appendix Vergiliana, Prefazione di Luca Canali, a cura di Maria Grazia Iodice                                  | Pseudo Virgilio                 |
| 138    | Come si deve scrivere la Storia                                                                                | Luciano                         |
| 139    | Res gestae | Augusto                         |
| 140    | Gli uomini illustri                                                                                            | Cornelio Nepote                 |
| 141    | Storia di Roma, vol.: Libri XXVIII-XXX                                                                         | Tito Livio                      |
| 142    | Storia di Roma, vol.: Libri XXXI-XXXII                                                                         | Tito Livio                      |
| 143    | Argonautiche, a cura di Alberto Borgogno                                                                       | Apollonio Rodio                 |
| 144    | Storia di Roma, vol.: Libri XXXIII-XXXIV                                                                       | Tito Livio                      |
| 145    | Storia di Roma, vol.: Libri XXXV-XXXVI                                                                         | Tito Livio                      |
| 146    | Satire | Persio                          |
| 147    | De clementia                                                                                                   | Seneca                          |
| 148    | Teogonia | Esiodo                          |
| 149    | Odi. Epodi | Orazio                          |
| 150    | Storia di Roma, vol.: Libri XXXVII-XXXVIII                                                                     | Tito Livio                      |
| 151    | Prodigi | Giulio Ossequente               |
| 152    | Elegie | Albio Tibullo                   |
| 153    | Le selve, a cura di Luca Canali e Maria Pellegrini                                                             | Stazio                          |
| 154    | Adelphoe. Heautontimorumenos                                                                                   | Terenzio                        |
| 155    | Storia di Roma, vol.: Libri XXXIX-XL                                                                           | Tito Livio                      |
| 156    | Bacchides. Curculio                                                                                            | Plauto                          |
| 157    | Apokolokyntosis                                                                                                | Seneca                          |
| 158    | Epigrammi | Posidippo                       |
| 159    | Epistulae ex Ponto                                                                                             | Ovidio                          |
| 160    | Casina. Stichus                                                                                                | Plauto                          |
| 161    | Costituzione degli Spartani. Agesilao                                                                          | Senofonte                       |
| 162    | Eunuchus. Phormio                                                                                              | Terenzio                        |
| 163    | Dialogo sull'oratoria                                                                                          | Tacito                          |
| 164    | Tebaide | Stazio                          |
| 165    | De brevitate vitae                                                                                             | Seneca                          |
| 166    | Epigrammi | Archia                          |
| 167    | Satire | Giovenale                       |
| 168    | La Mosella e altre poesie                                                                                      | Ausonio                         |
| 169    | Asinaria. Captivi                                                                                              | Plauto                          |
| 170    | Il rapimento di Proserpina                                                                                     | Claudiano                       |
| 171    | Le Storie | Tacito                          |
| 172    | Poenulus. Truculentus                                                                                          | Plauto                          |
| 173    | Storia di Apollonio re dei Tirii                                                                               | Anonimo                         |
| 174    | Aitia, Ecale, Giambi, Inni                                                                                     | Callimaco                       |